# E o Bicho não Deu
E o Bicho Não Deu é um filme brasileiro de 1958 do gênero comédia, dirigida por J.B.Tanko, com roteiro de Sérgio Porto. Grande Otelo e Vera Regina interpretam a música título.

## Elenco
- Ankito...Detetive Bartolomeu / Bartinho
- Grande Otelo...Jujuba
- Aída Campos...Terezinha
- Arlindo Costa...Madruga
- Costinha...Frederico
- Sérgio de Oliveira...Dr. Elói
- Paulo Goulart...Delegado Faria
- Carlos Imperial...Chicão

## Sinopse
O novo delegado Doutor Faria dá início à "Operação Bicho", determinado a acabar com o Jogo do Bicho na cidade. Incumbe o detetive Bartolomeu de se infiltrar entre os contraventores chefiados pelo dono da boate Flerte, o bicheiro Madruga, e descobrir quem financia a banca. Ao seguir com o plano, Bartolomeu encontra seu amigo de infância Jujuba e se apaixona por Terezinha, florista filha de Frederico. Só que Frederico e Jujuba trabalham para os bicheiros. Ao descobrir que Jujuba é bicheiro, Bartolomeu o persegue e acaba batendo com a cabeça. Daí para frente sofre de dupla personalidade: uma hora é bicheiro amigo de Jujuba, outra hora volta a ser detetive. A mudança de personalidade ocorre quando ele ouve um apito.